# کوکائین
کوکائین (به انگلیسی: Cocaine) که با نام غیررسمی کُک و در خیابان با نام تونی (اشاره به تونی مونتانا) شناخته می‌شود؛ یک داروی محرک قوی اعتیادآور است که از برگ‌های گیاه کوکا بومی آمریکای جنوبی استخراج می‌شود. این ماده به‌طور گسترده برای انگیزه‌های تفریحی غیرقانونی و در پزشکی از آن برای بی‌حسی موضعی پیش از عمل جراحی استفاده می‌کنند. این محرک به شکل‌های گوناگون تهیه می‌شود و شکل خیابانی آن پودری کریستالی ریز و سفید رنگ است.
اثرات روانی فوری مصرف کوکائین شامل اعتماد به نفس کاذب، سرخوشی، برانگیختگی جنسی، روان‌پریشی و آژیتاسیون است. تأثیرات فیزیکی مصرف شامل تندتپشی، مردمک‌گشادی و عرق کردن است. از دیگر تأثیرات مصرف کوکائین افزایش انرژی و هوشیاری و کاهش نیاز به غذا و خواب است. مصرف کوکائین در دوزهای بالا ممکن است باعث افزایش ضربان قلب، افزایش فشار خون و افزایش دمای بدن شود. این محرک همچنین در بلندمدت عوارض جانبی‌ای مانند سردرد و شکم درد، حالت تهوع، احساس وحشت و اضطراب و رفتارهایی مانند تحریک پذیری و پرخاشگری دارد و مصرف آن ممکن است موجب عوارض پزشکی جدی و خطراتی همچون تشنج، حمله قلبی یا سکته مغزی و کما شود.
کوکائین خیابانی معمولاً دارای ناخالصی‌هایی همچون شکر، نشاسته و کینین است و آن را اغلب با اسکناس پیچیده شده یا دیگر وسایل از راه بینی استنشاق می‌کنند. تزریق شکل هیدروکلراید آن و نیز تدخین آن از دیگر راه‌های مصرف کوکائین است. این محرک ماده‌ای سریع‌الاثر به‌شمار می‌رود، به گونه‌ای که اثرات استنشاق آن بین ۲ تا ۵ ساعت پس از مصرف و تزریق وریدی آن ۳ تا ۶ ساعت پس از مصرف باقی می‌ماند. کراک کوکائین که از کوکائین به دست می‌آید، بیشتر به شکل تدخینی مصرف می‌شود.
کوکائین از طریق افزایش میزان سروتونین، دوپامین و نوراپی‌نفرین، در بلندمدت عملکرد گیرنده‌های عصبی مغز را مختل کرده و موجب اعتیاد و تحمل دارویی می‌شود. بنابر گزارش‌ها بیش از ۵۰۰۰ نفر در سال ۲۰۱۳ بر اثر مصرف کوکائین جان خود را از دست داده‌اند که این رقم در سال ۲۰۱۷ به ۱۴ هزار و ۵۶۰ مورد مرگ و میر رسیده‌است. براساس آخرین تخمین‌ها حدود ۲۱ میلیون مصرف‌کننده کوکائین در جهان وجود دارد و ایالات متحده آمریکا با ۵۰۰ هزار نفر مصرف‌کننده در سال ۲۰۱۱، بیشترین میزان معتادان کوکائین را دارد. کوکائین پس از ماری‌جوآنا دومین داروی غیرقانونی پرمصرف در جهان است و میزان تجارت سالیانهٔ آن بین ۱۰۰ تا ۵۰۰ میلیارد دلار آمریکا تخمین زده می‌شود.

## فارماکولوژی

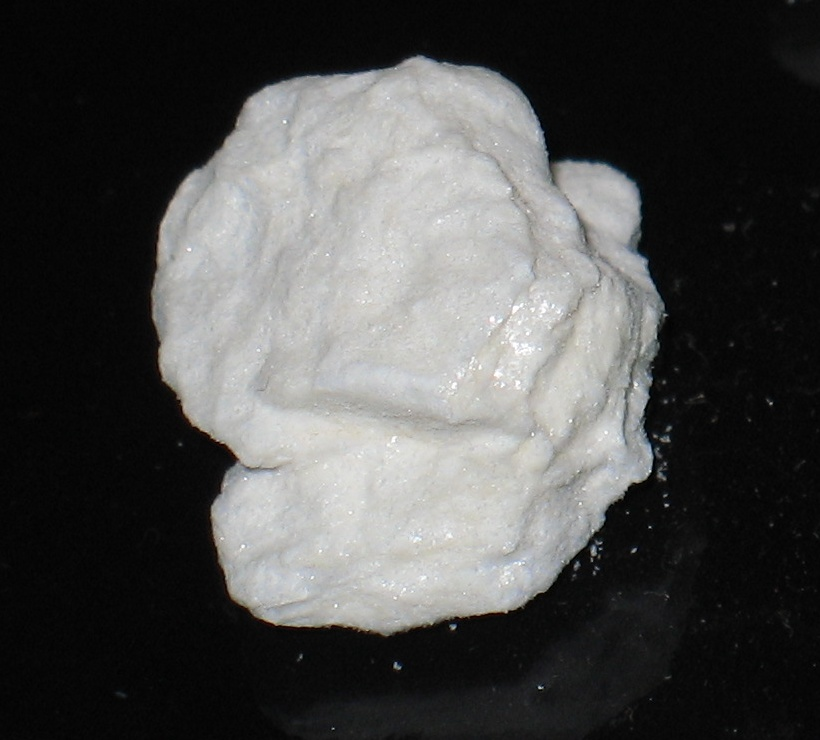
کوکائین

کوکائین انتقال دهنده های دوپامین در بین سیناپس ها را مسدود کرده و با اینکار از بازجذب دوپامین جلوگیری می‌کند که نتیجه آن تجمع بیش از حد دوپامین در فضای بین سیناپس نورون ها می‌شود. همچنین با شدت کمتری از بازجذب سروتونین و نوارپینفرین نیز جلوگیری می‌کند. این موجب تجمع سریع این ناقل های عصبی گشته که ایجاد حس سرخوشی شدید می‌کند.  فارماکودینامیک پیچیده کوکائین نسبت تمایل آنرا برای مهار انتقال دهنده های عصبی مختلف نشان می‌دهد: 
سروتونین=دوپامین:3:2 
سروتونین=نوراپینفرین:2:5  
تمرکز پژوهشگران بیشتر بر تاثیر کوکائین روی پروتئین انتقال دهنده دوپامین در سیستم اعصاب مرکزی است. فرایند آزادسازی دوپامین در حالت طبیعی با پروسه بازجذب همراه است که انتقال دهنده به دوپامین چسبیده و آنرا به فضای پیش سیناپسی برمیگرداند، تا مجدد در وزیکل ها ذخیره شود و مورد استفاده قرار بگیرد. کوکائین به طور شدید به ناقل دوپامین متصل می شود و مجموعه ای را تشکیل می دهد که عملکرد ناقل را مسدود می کند.  ناقل دوپامین دیگر نمی تواند عملکرد بازجذب خود را انجام دهد و بنابراین دوپامین در فضای  سیناپسی تجمع می یابد. افزایش غلظت دوپامین در سیناپس گیرنده‌های دوپامین پس از سیناپسی را فعال می‌کند، که این دارو را لذت بخش می‌کند و مصرف آن را به طور افراطی ترویج می‌کند. 

## تاریخچه
برگ گیاه اریتروکسیلون کوکا (Erythroxylum coca) از دوران باستان در آمریکای جنوبی برای مراسم مذهبی، جادوئی، اجتماعی، شادی آوری و پزشکی (اغلب به‌طور قابل توجهی برای افزایش تحمل، بالا بردن احساس خوب شدن، کم کردن خستگی و بالا بردن قوای جسمی، ایجاد سرخوشی و کم کردن گرسنگی) مصرف می‌شد.
جویدن برگ‌های کوکا به منظور بالا بردن تحمل یک مقدار مصرف روزانه معمولی تا حدود ۲۰۰ میلی‌گرم را فراهم می‌کند.
از کوکایین به عنوان یک مادهٔ مخدر هم استفاده می‌شود. معتادان به کوکایین آن را از راه بینی یا از راه تزریق استفاده می‌کنند. این اعتیاد موجب اختلالات جسمی و روحی شدید می‌شود. کراک کوکائین کریستال‌های ارزانقیمت و خالص نشده کوکائین است.
کوکایین با انتقال دهنده‌های دوپامین، نورآدرنالین و سرتونین وابستگی دارد.
این ماده باعث بسته شدن باز جذب دوپامین می‌شود و مهم‌ترین عامل میانجی تأثیرات تحریکی روانی حرکتی و تقویت‌کنندگی است. شواهد اخیر این موضوع را نشان می‌دهد که دوپامین همانند گیرنده‌ها، نقش مهمی در حالت سرخوشی و تأثیرات تحریکی کوکایین دارد.
آنتاگونیست به‌طور قابل ملاحظه‌ای تأثیرات محرک و سرخوشی کوکایین را تقلیل داده، میل به کوکایین را در افراد وابسته به آن کاهش می‌دهد.
امروزه موضوعات بالینی مرتبط با تاریخچه کوکائین باید به‌طور وسیعی تغییرات ایجاد شده طی زمان در میزان مصرف، روش کاربری، الگوهای مصرف و تکنولوژی تولید را مد نظر قرار دهند. آلکالوئید فعال گیاه کوکا، در سال ۱۸۵۵ جدا و خالص شد و در سال ۱۸۶۰، کوکائین نام گرفت. در همان زمان تولید سوزن‌های تزریق زیر پوستی منجر به تلاش‌هایی جهت استفاده از کوکائین برای ایجاد بی‌حسی موضعی در جراحی شد. شاید اولین گزارش پزشکی دربارهٔ این اثر بی‌حس‌کنندگی موضعی در سال ۱۸۸۰ میلادی ارائه شد.
چندین جراح این ویژگی خاص کوکائین را تشخیص دادند و این ماده به‌طور وسیعی طی سال‌های ۱۸۸۴ تا ۱۹۱۸ برای بی‌حسی موضعی، بی‌حسی نخاعی و مسدودسازی عصبی، به کار گرفته شد. پس از آن بود که پروکائین (نواکائین) به عنوان اولین داروی صناعی در این زمینه وارد بازار شد.

## تأثیرات

### تأثیرات نامطلوب بهداشتی و روان شناختی

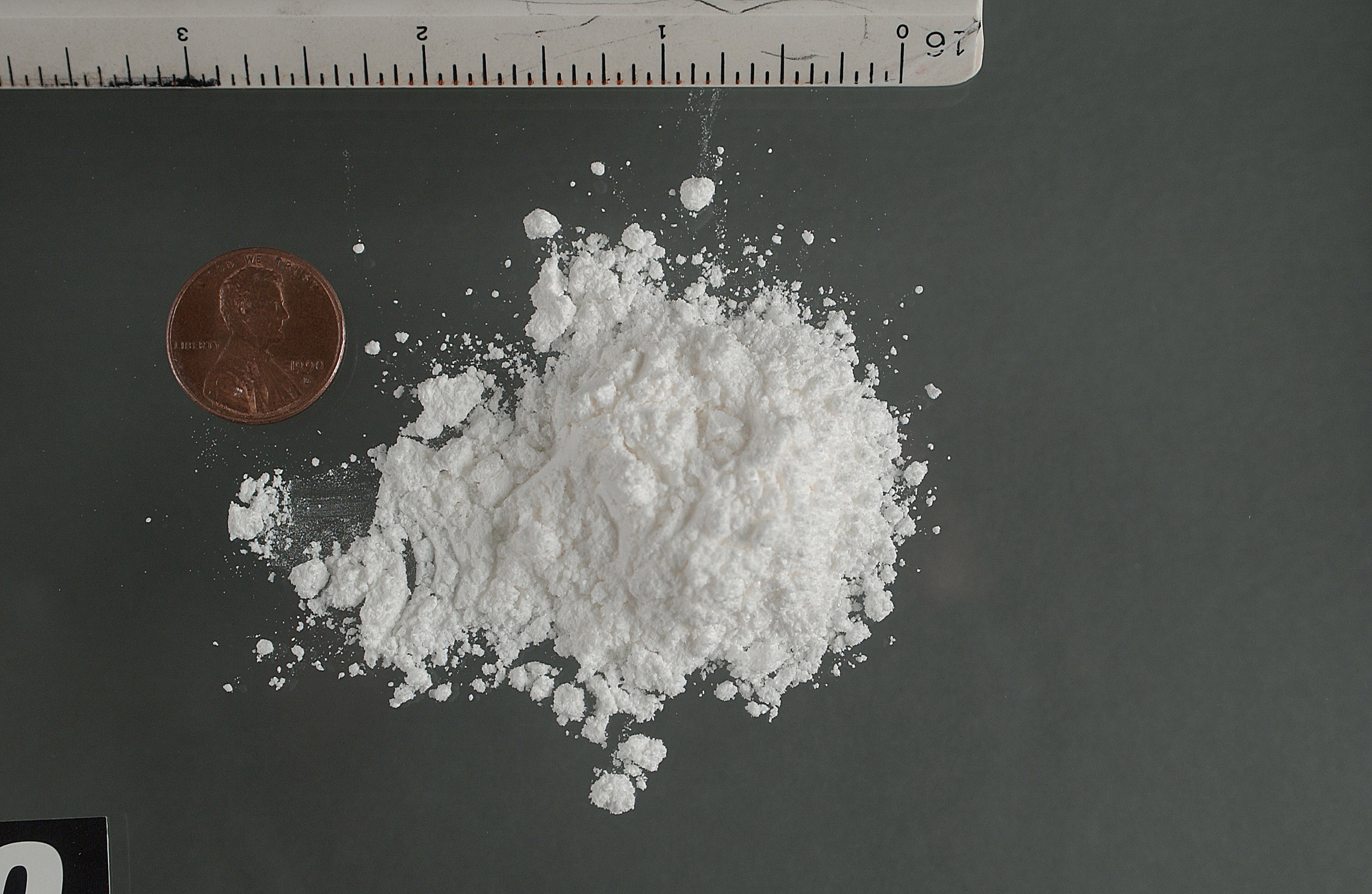
پودر کوکائین هیدروکلراید

در آمریکا تزریق کوکایین خواه به تنهایی یا به صورت ترکیب با هروئین رواج دارد. تزریق‌های مکرر همراه با سوزن‌های مشترک احتمال خطر عفونت ویروس اچ‌آی‌وی را افزایش می‌دهد. ارتباط بین مصرف کوکایین و خطر ابتلا به اچ‌آی‌وی در اروپا و استرالیا نیز گزارش شده‌است.
در ایالات متحده آمریکا مصرف معمولی کوکایین با میزان بالای اضطراب و اختلالات عاطفی ارتباط بسیاری داشته‌است. مصرف مکرر کوکایین، همانند آمفتامین، با افزایش سایکوز اسکیزوفرنیک گونه ارتباط دارد.
اگر چه کوکایین مثل مواد افیونی مسمومیت ندارد، اما در مصرف بالا می‌تواند کشنده باشد. از آنجا که کوکایین بر روی قلب اثر سمی دارد و در سیستم عروقی –قلبی فرسودگی ایجاد می‌کند، مصرف بالای آن می‌تواند باعث ایست قلبی و حوادث عروقی –مغزی شود. مصرف کوکایین نیز موجب مسمومیت عصب می‌گردد.
موارد منع مصرف: استنشاق همیشگی پودر کوکائین می‌تواند باعث گرفتگی یا آبریزش و نیز خون‌ریزی بینی شود. استنشاق بیش از اندازه این ماده ممکن است موجب بروز زخم‌های بینی و در مواردی استثنایی ممکن است موجب مرگ بافت‌ها و ایجاد سوراخ در غضروف میان بینی شود. استنشاق کوکائین می‌تواند موجب سردرد شود. همچنین سوء استفاده کوکائین ممکن است به عضلات (مانند قلب)، کلیه‌ها و کبد آسیب وارد کند. مواردی از حملات قلبی و سکته مغزی و نیز مواردی از آسیب شدید روده‌ای (مرتبط با مشکلات جریان خون) مشاهده شده‌است. حال بیماری که از قبل دچار بیماری آسم بوده‌است ممکن است وخیمتر شود. هرچند غیر معمول، اما امکان پارگی کیسه‌های هوایی ریه و فروپاشی ریه به علت کشیدن کوکائین (استنشاق دود کوکائین) وجود دارد. کوکائین ممکن است باعث بروز نوعی از Glaucoma شود.
بعضی از آثار نامطلوب آن شبیه آثار حاصل از سوء استفاده آمفتامین (Amphetamine) است مانند: تندمزاجی، عصبی بودن، پرخاشگری، پارانویا، بیخوابی و (بعد از از بین رفتن تأثیرات حاصل از مصرف) افسردگی. ناراحتی‌های معمول مصرف کوکائین تکرار در حرکت یا گفتار را شامل می‌شود. مردان در هنگام مقاربت جنسی ممکن است به مراتب طولانی‌تر از حد معمول درگیر شوند. سوء استفاده‌کنندگان کوکائین ممکن است با دیگران قطع رابطه کنند و به آن‌ها بدگمان شوند. انواع گوناگونی از توهم ممکن است به وجود آید که نوع شناخته شده آن «حشرات کوکائین» (Coke bugs) است که در آن شخص احساس می‌کند در زیر پوستش حشرات در حال حرکت هستند. مشکلات روانشناختی حاصل از مصرف غیرعاقلانه کوکائین بسیار شبیه به مشکلات حاصل از مصرف نامعقول سایر محرک‌ها است، بطوری‌که برخی از دانشمندان فکر می‌کنند یک مکانیسم مشابه این مشکلات را ایجاد می‌کند. استفاده از کوکائین ممکن است باعث روان پریشی شخص گردد که مانند سایر محرک‌ها پس از قطع مصرف، این حالت از بین می‌رود. کشیدنِ (استنشاق دود) کوکائین ممکن است مشکلاتی تنفسی به وجود آورد که یادآور مشکلات تنفسی حاصل از کشیدن سیگار است—مشکلات تنفسی ناشی از کشیدن کوکائین سریعتر از مشکلات ناشی از مصرف سیگار گسترش پیدا می‌کند؛ زیرا ریه‌ها نه تنها باید با آلودگی هوا، که باید با اثرات قوی کوکائین نیز مقابله کنند. نشست ذرات معلق ناشی از دود کراک (Crack) بر روی چشمان شخص می‌تواند به قرنیه آسیب برساند.
مقداری از کوکائین که باعث مرگ می‌شود از یک فرد به فرد دیگر متفاوت است؛ بسته به وضعیت یک فرد، استفاده از مقدار مشخصی کوکائین در یک روز ممکن است لذت و سرخوشی و در روزی دیگر مرگ را بدنبال داشته باشد. همین مشکل ممکن است برای کسانی که مقدار مشخصی کوکائین را با یکدیگر تقسیم می‌کنند به وجود بیاید؛ مقداری از کوکائین که در یک فرد سرخوشی ایجاد می‌کند ممکن است در فردی دیگر مشکلاتی جدی به وجود آورد. آزمایش بر روی موش‌ها نشان داد که جنس مؤنث در مقایسه با جنس مذکر نسبت به کوکائین از حساسیت بیشتری برخوردار است. مشکلاتی که بلافاصله پس از مصرف کوکائین در انسان بروز می‌کند ممکن است شامل فشارخون بالا، ضربان نامنظم قلب و تشنج باشد. کوکائین میزان ضربان قلب و حرارت بدن را افزایش می‌دهد که اگر شخص مصرف‌کننده درگیر فعالیت‌های شدید بدنی مانند رقص‌های تند و وحشیانه باشد ممکن است دچار مشکل شود.

## فروید و کوکائین
فروید به عنوان یک محقق پزشکی از مصرف‌کنندگان کوکائین و طرفداران آن به عنوان محرک و مسکن بود.
فروید معتقد بود کوکائین درمان بسیاری از مشکلات ذهنی و فیزیکی است و در مقاله‌اش با عنوان «در کوکا» در ۱۸۸۴ فضایلش را برشمرده است. بین سال‌های ۱۸۸۳ و ۱۸۸۷ چندین مقاله برای تجویز دارویی کوکائین از جمله استفاده از آن در درمان افسردگی به عنوان داروی ضدافسردگی نوشت. او به صورتی خیلی حساب‌شده از کنار اولویت‌های پزشکی این ماده که می‌توانست در بیهوشی کاربرد داشته باشد و در حالی که از آن‌ها آگاه بود گذشت و به اشارتی گذرا بسنده کرد. کارل کولر همکار فروید در وین به این تمایزگذاری فروید در مصارف کوکائین آگاه شد و یافته‌هایش در کاربرد داشتن این ماده برای بیهوشی در جراحی حساس چشم را با جامعه پزشکی در میان گذاشت) فروید همین‌طور مصرف کوکائین را برای درمان اعتیاد به مرفین توصیه می‌کرد. او مصرف کوکائین را به دوستش ارنست فون فلیشل-مارکسو که به مرفین معتاد بود و از درد ناشی از عفونت حاد در اثر تزریق رنج می‌برد توصیه کرد. فروید ادعا کرد اعتیاد دوستش ناگهان از بین رفته در حالی که فلیشل هیچگاه اذعان نکرد که فروید در اشتباه بوده‌است. وضعیت فلیشل به صورت مسمومیت شدید ناشی از کوکائین تغییر کرد و بعد از آن، دوباره مصرف مورفین را شروع کرد و چند سال بعد، پس از متحمل شدن رنجی زیاد، درگذشت.
بعدها مشخص شد کاربرد کوکائین در بیهوشی یکی از مصارف امن آن است و گزارش‌های مبتنی بر مسمویت در اثر کوکائین و اعتیادآور بودنش به ممنوعیت مصرف آن در بسیاری از نقاط جهان منجر شد. این اتفاق، شهرت فروید را خدشه‌دار کرد.
پس از «دوره کوکائین»، فروید ترغیب کردن عمومی به مصرف کوکائین را متوقف کرد؛ اما خودش مصرف آن را در طول دهه ۱۸۹۰ و پیش از ترک کردن آن در ۱۸۹۶ برای درمان افسردگی، میگرن و التهاب بینی ادامه داد.